# Fiori senza sole
Fiori senza sole è un romanzo gotico scritto da V. C. Andrews e pubblicato nel 1979. È il primo romanzo della Serie Dollanganger, seguito da Petali di tenebra, If There Be Thorns, Seeds of Yesterday, Garden of Shadows, Christopher's Diary: Secrets of Foxworth, Christopher's Diary: Echoes of Dollanganger e Christopher's Diary: Secret Brother. Il romanzo è scritto in prima persona, dal punto di vista di Cathy Dollanganger. È stato adattato due volte in film nel 1987 e nel 2014. Il libro è stato estremamente popolare, vendendo oltre quaranta milioni di copie in tutto il mondo.

## Trama
Nel 1957, la famiglia Dollanganger vive una vita idilliaca a Gladstone, in Pennsylvania, fino a quando il signor Dollanganger muore in un incidente d'auto. Ritrovatasi improvvisamente vedova, con quattro figli da sfamare e in ristrettezze economiche, Corinne decide di trasferirsi insieme ai figli a casa dei suoi facoltosi genitori, nonostante non abbiano alcun tipo di rapporto con loro da oltre dieci anni. Arrivata a Foxworth Hall, l'imponente abitazione dei genitori di Corinne, la famiglia viene accolta in maniera fredda dalla madre di Corrinne, Olivia, che accompagna la figlia e i nipoti in una piccola stanza collegata alla soffitta. Solo a Corinne è permesso lasciare la stanza, mentre i figli devono rimanere nascosti al nonno, Malcom, descritto come gravemente malato e ormai prossimo alla morte.
I bambini più grandi, Cathy e Chris, cercano di sfruttare al meglio la situazione per i loro fratelli più piccoli, i gemelli Carrie e Cory, trasformando la soffitta in un giardino immaginario. Quando Corinne torna da loro dopo l'incontro con i suoi genitori, i ragazzi apprendono con sgomento che la loro madre è stata selvaggiamente frustata. Corinne rivela che loro padre era il fratellastro di suo padre e che questo incesto è la causa dell'allontanamento di lei da parte dei suoi genitori. Corinne ha in programma di riconquistare l'amore di suo padre e spera di presentargli i figli una volta che vi sarà riuscita.
Corinne fa visita ai suoi figli ogni giorno, e a volte porta loro dei regali costosi. Nel frattempo, Olivia abusa emotivamente e fisicamente dei bambini, minacciando costantemente di frustarli per qualsiasi atto che considera "peccaminoso". A Natale, Corinne permette a Cathy e Chris di guardare gli ospiti di Foxworth Hall da un nascondiglio. In quell'occasione vedono il nonno per la prima volta e vedono anche la madre in compagnia di Bart Winslow, l'avvocato di Malcolm. Col passare del tempo le visite di Corinne ai figli diventano sempre meno frequenti man mano che il suo legame emotivo con i bambini si indebolisce.
Un anno dopo, Cathy e Chris sono entrambi entrati nella pubertà e diventano genitori surrogati per Carrie e Cory, che non riconoscono più Corinne quando fa loro occasionalmente visita. Mentre Cathy e Chris stanno entrando nell'età adulta, la crescita fisica dei gemelli è ostacolata dalla mancanza di un'alimentazione adeguata, della luce solare e di aria fresca. Cathy e Chris iniziano a sviluppare un'attrazione fisica l'uno verso l'altro. Un giorno Olivia sorprende Chris intento a guardare Cathy mezza vestita e gli ordina di tagliare i capelli a Cathy. Chris si rifiuta e Olivia, per punirlo, abbandona lui e i fratelli per tre settimane facendoli quasi morire di fame. Poi Olivia droga Cathy durante la notte e le ricopre i capelli di catrame. Chris alla fine riesce a salvare la maggior parte dei suoi capelli ed essi decidono che le taglierà la parte anteriore dei capelli ed indosserà un turbante per nascondere il resto, fingendo che questo sia per nascondere la vergogna di una testa calva. Il piano ha successo, i pasti riprendono con l'aggiunta di ciambelle coperte di zucchero.
Corinne visita i figli per la prima volta in sei mesi, spiegando che era stata in luna di miele con Bart in Europa. Cathy e Chris reagiscono con rabbia, ma quando Corinne minaccia di non fare loro mai più visita, fingono di essere felici per lei. Rendendosi conto che non possono più fare affidamento sulla madre, Chris e Cathy escogitano un piano di fuga e sgattaiolano fuori dalla soffitta per rubare denaro e oggetti di valore dalla stanza della madre. Una notte, Cathy scopre il suo patrigno addormentato e lo bacia. Quando Chris viene a sapere dell'atto, si arrabbia e violenta Cathy. In seguito, è sopraffatto dal rimorso e Cathy lo perdona dicendo che quanto accaduto era una cosa che voleva anche lei.
In seguito Cory si ammala gravemente e Corinne accetta di portarlo in ospedale, anche se solo dopo che Cathy la minaccia dicendole che se Cory muore, troverà un modo per fargliela pagare. Il giorno successivo, Corinne ritorna e informa i figli che Cory è morto, presumibilmente di polmonite. Senza preavviso, la loro madre e Bart se ne vanno. Intercettando i servi, Chris scopre che il loro nonno è morto da un anno e che Olivia sta lasciando in giro ciambelle cosparse di veleno per topi nel tentativo di eliminare l'infestazione da "topi" della soffitta. I tre, temendo per le loro vite, fuggono di casa e prendono un treno per la Florida.
Alla stazione dei treni, Chris rivela di aver scoperto che l'eredità di Corinne è subordinata al fatto che non avesse figli dal suo primo matrimonio e che è lei la persona che li stava avvelenando per assicurarsi l'eredita di suo padre. Chris e Cathy decidono di non contattare la polizia poiché la loro preoccupazione principale è restare insieme e proteggere Carrie, che è ancora minorenne. Chris assicura a Cathy che possono vivere una nuova vita senza loro madre, ma Cathy gli giura che un giorno troverà il modo di vendicarsi.

## Personaggi
- Catherine Leigh "Cathy" Dollanganger: la protagonista e narratrice del romanzo. È la secondogenita di Christopher e Corrine. Diventa una ballerina esperta ed in seguito una scrittrice. Durante il loro tempo in soffitta, diventa romanticamente attratta da Chris, suo fratello.
- Christopher Garland "Chris" Dollanganger, Jr.: primogenito di Christopher and Corrine. È un uomo di successo e in seguito diventa un medico. Durante il loro tempo in soffitta, diventa sessualmente attratto da Cathy.
- Cory Dollanganger: fratello gemello di Carrie e fratello minore di Cathy e Chris. È il più docile dei due gemelli e dotato di grande talento musicale. Si ammala durante la loro permanenza in soffitta e muore per avvelenamento da arsenico per mano di sua madre.
- Carrie Dollanganger: sorella gemella di Cory e sorella minore di Cathy e Chris. Prima della morte di Cory, è una ragazzina estroversa, ma dopo la sua morte si rifiuta di parlare per mesi.
- Corrine Dollanganger (nata Foxworth): madre di Chris, Cathy, Cory e Carrie e vedova di Christopher Dollanganger. Alla fine diventa l'antagonista della storia quando cerca di uccidere i suoi figli per ottenere l'eredità di suo padre. In seguito sposa l'avvocato di suo padre, Bart Winslow, e perde interesse per i suoi figli e per il defunto marito.
- Bartholomew "Bart" Winslow: Secondo marito di Corrine. È un marito trofeo e la sposa pensando che lei non abbia figli. Cathy è scioccata nello scoprire che ha otto anni meno di Corrine.
- Olivia Foxworth (nata Winfield): moglie di Malcolm Foxworth, nonna dei ragazzi Dollanganger e cugina di John Amos. Olivia e Malcolm sono co-antagonisti in questo libro.
- Malcolm Neal Foxworth: padre di Corrine e nonno dei ragazzi Dollanganger. Viene descritto come un malato di cuore senza cuore. Muore durante la storia, anche se Chris e Cathy non lo scoprono fino alla fine. Era anche il fratellastro del padre dei ragazzi.
- Christopher Dollanganger, Sr.: primo marito di Corrine e padre dei ragazzi. Era il fratellastro di Malcolm. È descritto come un padre meraviglioso che non sopportava di essere separato dai suoi figli per più di cinque giorni. All'inizio del libro muore in un incidente d'auto nel giorno del suo compleanno.
- John Amos: un maggiordomo della famiglia Foxworth. Cugino di Olivia. Chris sente per caso informazioni molto orribili da lui durante una delle sue spedizioni per rubare denaro a sua madre.

## Riconoscimenti
Nel 1993, il romanzo si è aggiudicato il Secondary BILBY Award. Nel 2003 il libro è stato inserito nel sondaggio The Big Read della BBC sui 200 "romanzi più amati" del Regno Unito.

## Adattamenti
Nel 1987, il libro è stato adattato nel film Fiori nell'attico diretto da Jeffrey Bloom ed interpretato da Louise Fletcher, Victoria Tennant, Kristy Swanson e Jeb Stuart Adams.
Un secondo adattamento, intitolato Flowers in the Attic, è stato trasmesso il 18 gennaio 2014, sulla rete Lifetime, con Heather Graham nei panni di Corrine, Ellen Burstyn nei panni della nonna, Kiernan Shipka in quelli di Cathy e Mason Dye in quelli di Christopher. Il film televisivo è stato diretto da Deborah Chow. Il film ha ricevuto recensioni contrastanti, ma i critici hanno elogiato la performance di Ellen Burstyn.
Il libro è stato adattato in uno spettacolo teatrale dal ghostwriter di V. C. Andrews, Andrew Neiderman, sotto forma di un e-book e pubblicato da Pocket Star. Lo spettacolo teatrale è stato pubblicato nell'ottobre 2014 ed è lungo 80 pagine. Nell'agosto 2015 lo spettacolo teatrale ha ricevuto la sua prima produzione mondiale a New Orleans, in Louisiana. Lo spettacolo, che ha ricevuto recensioni positive, è stato prodotto dalla See 'Em On Stage: A Production Company e diretto da Christopher Bentivegna.

## Controversia
La rappresentazione dell'incesto tra un fratello e una sorella adolescenti nel romanzo ha portato al suo divieto in alcune aree in periodi diversi. La Chariho High School di Rhode Island l'ha bandito perché conteneva "passaggi offensivi riguardanti l'incesto e i rapporti sessuali." Nel 1994, è stato bandito dalle biblioteche scolastiche della Contea di Oconee, in Georgia, a causa della "sporcizia del materiale."
Le affermazioni che il romanzo sia basato su una storia vera sono state contestate. Per molti anni non ci sono state prove a sostegno di questa affermazione ed il libro è stato spacciato come finzione. Tuttavia, il sito web ufficiale di V. C. Andrews afferma di aver contattato uno dei parenti di Andrews. Questo parente non identificato sosteneva che Fiori senza sole fosse vagamente basato su un racconto vagamente simile. Mentre era all "ospedale dell'Università della Virginia per delle cure... ha sviluppato una cotta per il suo giovane medico. Lui e i suoi fratelli erano stati rinchiusi in soffitta per oltre 6 anni per preservare la ricchezza della famiglia."